# 达利尼亚亚扎科拉市镇
达利尼亚亚扎科拉市镇（俄语：Дальне-Закорское муниципальное образование）是俄罗斯联邦伊尔库茨克州日加洛沃区所属的一个市镇。其下辖有7个居民点，行政中心为达利尼亚亚扎科拉。据2016年统计，该市镇的人口为622人。